# 劇場版 さらば仮面ライダー電王 ファイナル・カウントダウン
『劇場版 さらば仮面ライダー電王 ファイナル・カウントダウン』（げきじょうばん さらばかめんライダーでんおう ファイナル カウントダウン）は、2008年10月4日より東映系で公開された日本の映画作品。特撮ヒーロー番組「平成仮面ライダーシリーズ」『仮面ライダー電王』の映画化作品3作目である。同時上映作品は『イマジンあにめ モモタロスよ永遠に－イマジン終着駅－/劇場版』。
キャッチコピーは、「最後の電王。未来の鍵は良太郎と―象!? これが俺達最後のクライマックス!」。

## 概要
『仮面ライダー電王』の劇場公開作品としては3作目となる本作品は、それまでテレビシリーズ・劇場版・アニメーションなど幅広く展開された「時を守る特異点の青年・野上良太郎を主役とした『電王』シリーズ」にとって、名実共に完結編と言える作品であると共に、1つの区切りを付けた作品でもある。
本作品の企画が立ち上げられたのは2008年のゴールデンウィークごろであり、そこから6月中に準備し、7月には撮影に入るというスケジュールで制作は行われた。
NEW電王やそれに変身する野上幸太郎の存在など、世代交代や主役交代を感じさせる要素は登場するものの、本作品でもこれまで同様「野上良太郎が主人公」というスタンスは貫徹される。『電王』シリーズのほぼ全てに関わるプロデューサーの白倉伸一郎は、良太郎の時間軸を過去に振った『劇場版 仮面ライダー電王 俺、誕生!』に対し、本作品では逆に未来を描いており、『俺、誕生!』と対になりながらも良太郎の時間軸を完成させることが本作品のテーマであると語る。また、電王 ライナーフォームと、ゼロノス ゼロフォームは本作品が劇場版初登場となる。
幽汽のスーツアクターには、『電磁戦隊メガレンジャー』のメガレッド以来11年ぶりに正規のスーツアクターとして横山一敏が担当した。
電王のスーツアクターを務めている高岩成二はクランクイン当日に倒れてしまった。これはテレビシリーズの『仮面ライダーキバ』の撮影が同時進行であった上、監督が所属事務所の社長でもある金田治だったためアクションに対する要求も高く、さらには時期が初夏で猛暑に耐えられる身体が出来ていなかったことも重なり、顔と密着するモモタロスの面を付けた上での約2分間の長回しのアクションシーンで酸欠に近い状態になり倒れてしまったという。これは、「高岩酸欠事件」として東映の公式サイトにも載せられた。高岩は、後年のインタビューで長年の経験でも初めて味わった怖さであり、同じことは二度とやりたくないと述べている。倒れる前後は実際の映像ではカットされており、プロデューサーの白倉伸一郎は「いい画になっていた」と評価していたが、高岩は生涯封印しておきたい映像であると語っている。
本作品では、主演は野上幸太郎 / NEW電王役の桜田通であるとされ、佐藤健と中村優一は特別出演の扱いになっている。本作品をもって、テレビシリーズで主演を務めた佐藤は『電王』を卒業した扱いとなり、『平成仮面ライダー20作記念 仮面ライダー平成ジェネレーションズ FOREVER』に出演するまで約10年以上シリーズ作品には出演していなかった。

## あらすじ
イマジンたちとの戦いを終え、平穏な生活を送っていたモモタロスたち。しかしそのころ、幽霊列車が現れるという妙な都市伝説が巷に飛び交っていた。
モモタロスたちはその都市伝説を探るために行動を開始するが、そこに謎の仮面ライダー・幽汽が現れる。その体には拉致された野上良太郎が使われており、駆けつけた桜井侑斗も幽汽の攻撃からコハナを守るため重傷を負う。そのピンチに現れたのは新しい電王を名乗る戦士だった。
良太郎から託された「象を守れ」という謎のメッセージと1729年5月23日の闇のチケットとともに、モモタロスたちはおよそ300年前の時代へと跳ぶ。

## 主な登場人物
ソラ
死郎と幽霊列車に同乗する400年前の女性の霊。悲しみの歌を得意とする。死郎とは対照的に冷めた態度を取り、感情をほとんど表に出さないが、時折悲しげな顔を浮かべる。また、必ずしも生き返ることを望んでいたわけではなく、次第に心のどこかで誰かが死郎の愚行を止めてくれることを願うようになっていた。
- 演じる神田の提案で、死者であることを示す表現として白いメッシュを日本的な黒い長髪の中に入れている。監督の金田は18歳から19歳くらいをイメージしている。

お雪（）、正吉（）、一成（）
300年前の時代にいた愛理、尾崎、イッセーに瓜二つの3人の人物。お雪は野上家の祖先であり、特異点の良太郎消滅のために死郎に命を狙われていた。また、愛理にも受け継がれている器量の良さから、同様に若旦那の正吉や易者風の一成など多くの男たちから言い寄られている。

深編み笠の男
終盤で登場する顔が隠れた侍。素顔が見えないなど、テレビシリーズの桜井を髣髴させる。

### 死郎の一味
本作品における敵。配下のイマジンたちはいずれも黄緑と黒を基調としている。
死郎（） / 仮面ライダー幽汽 ハイジャックフォーム
死者の時間を彷徨う400年前の武士の怨霊。仮面ライダー幽汽 ハイジャックフォームに変身出来る。生前愛した女性ソラを甦らせるため、幽霊列車と幽汽の力、そして特異点である良太郎を利用し、この世とあの世の時間を転換させ全ての死人を蘇らせようと謀る。独楽回しを得意とし、鞭を使い無数の炸裂する独楽を操り戦う。この攻撃でNEW電王、電王クライマックスフォームを変身解除させるほど高い戦闘能力がある。死人やイマジンを理性を持たない状態で甦らせ、操る能力を持つ。常にソラのことを異常なまでに思っており、彼女が悲しむ（と思い込む）と激しく逆上する。生前は良太郎に見せていた常に影を落とすような人物ではなく、明るい性格の若侍だった。
ゴースト、ファントム、シャドウイマジンを雇い、拉致した良太郎にゴーストイマジンを憑依させ幽汽 スカルフォームとして活動させて、自身の目的を成し遂げようと企む。後に良太郎が元に戻ると、自身も幽汽に変身、騎馬戦などで電王ライナーフォームとソードフォームを圧倒したが、幸太郎/NEW電王が加勢したことで形勢が逆転、3人の必殺技の同時攻撃を受けて変身解除。ソラの腕の中で力尽き、彼女と共に死者の世界へ戻っていった。
- 監督の金田は35歳から36歳くらいをイメージしている。

ゴーストイマジン / 仮面ライダー幽汽 スカルフォーム
死郎に雇われたイマジン。良太郎に憑依し仮面ライダー幽汽 スカルフォームになり暴れる。スカルフォーム変身時にも使用する長剣を武器とする。好戦的かつ、残忍で卑劣極まりない性格で、良太郎の身体を盾にモモタロスたちに迫る。高い戦闘力を誇り、変身時は常に自信に満ちた態度を取る。
300年前での戦いでモモタロスたちを追い詰めるもの、モモタロスの決死の行動で目を覚ました良太郎によって体から追い出されてしまい、良太郎が電王に変身すると形勢が逆転、電王 クライマックスフォームのボイスターズスラッシュ（俺たちの必殺技・クライマックスバージョン）で倒された。

ファントムイマジン
死郎に雇われたイマジン。S字型の植物状の杖を武器とする。
時の砂漠において、NEW電王のカウンタースラッシュ（カウント10秒）で倒されてしまい、彼の強さを実感してしまう。

シャドウイマジン
死郎に雇われたイマジン。頭部の触手と両刃の剣を武器とする。突如現れたNEW電王が自分を8秒で倒すという挑発に乗ってしまい、カウンタースラッシュ（カウント8秒）で倒された。

再生イマジン軍団
死郎の能力で再生したイマジンたち。上記の3体に加えて、テレビシリーズに登場したカイの一派のイマジンも多数含まれているが、生前ほど強くなく通常の攻撃でも爆発する。また、死郎によって復活した人間を含めて体のどこかにはお札が貼られている。
同種のイマジンが複数存在し、体色が違う個体が幾つか確認されている。最終的に電王やゼロノスたちの手で全員倒された。
なぞのイマジン
テレビシリーズや他の劇場作品に登場しない紫色の鬼に似た姿のイマジン。武器は剣。複数体登場。

## 本作品オリジナルの仮面ライダー
クライマックスフォームとライナーフォームは通常の変身と異なり、ケータロスを装着したデンオウベルトにパスをセタッチして変身した。最終決戦には、コハナがオーナーから預かった6つのライダーパスで、良太郎と各イマジンがそれぞれのフォームに変身し、6人の電王が集結した。

### 仮面ライダー幽汽
幽霊列車の力を司る仮面ライダーで、読みは「ゆうき」。G良太郎もしくは死郎が変身する。G良太郎が変身するスカルフォームと死郎が変身するハイジャックフォームが登場した。ユウキベルトとライダーパスを使用して変身する。基本カラーは黒。上半身のアーマーはガオウのものに酷似している。電仮面は両フォーム共に、レールを伝って顔面に移動した直後は海賊帽を被った髑髏の形状となっている。変身の過程は、プラットフォームに相当する形態を経る形で変身する。
- デザインはハイジャックフォームが先に描かれ、設定に合わせて後にスカルフォームがデザインされた[9]。
- スーツは『俺、誕生！』のガオウの改造[10]。

共通ツール
ライダーパス
幽汽への変身に用いるパス。外見や機能は電王の物と同様。
ユウキベルト
主な機能はデンオウベルトなどと同じで、フォームチェンジスイッチはウイングフォームやガオウと同じ物。黒と金を基調としたカラーリングと電子音声、変身待機メロディを除けば外観、形状はガオウベルトと全く同じ物となっている。電子音声はNEW電王の物と同様。
スカルフォームの場合は手動で腰に装着するが、ハイジャックフォームの場合は死郎が鞭を自身の腰に巻き付けると自動的に実体化して装着される。
幽霊列車専用パス
持っている過去へ向かう際に必要となるチケット。劇中では「1729年5月23日」と書かれた闇のチケットが登場。背景に髑髏を象ったマークが描かれている。

必殺技
ターミネイトフラッシュ
鬼火と化したフリーエネルギーを纏わせた剣を地面に叩きつけ、地表を砕きながら突き進む衝撃波を放つ。ゼロノスを変身解除させた上、重傷を負わせるほどの威力を持つ。
劇中ではスカルフォームが使用していたが、設定上ではハイジャックフォームでも使用可能。

#### 仮面ライダー幽汽 スカルフォーム
ゴーストイマジンに憑依された良太郎（G良太郎）が変身する仮面ライダー。ゴーストイマジンのオーラをフリーエネルギーに変換して変身する形態。
電仮面の額部分が髑髏になっており、マフラーの色は銀色。
武器はゴーストイマジンの剣をそのまま使用する。
- デザインモチーフは白いボディスーツに黒のマントであることから、鮫やシャチなどの白黒のものを取り込んでいる[13]。幽霊列車に乗っている敵という話から『パイレーツ・オブ・カリビアン』のように海賊のようなイメージであったため、骸骨モチーフを多く用いている[14]。頭部からゴーグルにかけてのモチーフは海賊のキャプテン・ハット[14]。線路状のマフラーはNEW電王のデザイン案の中にあったホッパーフォームのようにマフラーを巻くことでガオウらしさを隠している[10]。
- 頭部中央には宝玉が嵌め込まれており、ロング時の撮影などは取り外すことで広く視界を採ることが可能[14]。

ツール
ゴーストイマジンの剣
ゴーストイマジン（G良太郎時も含む）が幽汽 スカルフォーム変身前にも使用する片刃の長剣。形状は剣の刃の部分に2箇所丸い穴があいたような形をしている。

#### 仮面ライダー幽汽 ハイジャックフォーム
死郎が変身する仮面ライダー。死郎のオーラをフリーエネルギーに変換して変身する形態。
マフラーの色が赤くなり、電仮面の額のOシグナル中央はレールが2回捻じれている。後頭部からは長い赤色の幽汽レールが伸びているほか、左手に連結器や海賊の鉤爪をイメージした籠手状のプロテクター幽汽ガントレットが装備されている。武器はサヴェジガッシャーと、死郎が愛用する独楽と鞭。
単純なスペックはスカルフォームとほぼ同等だが、生身の状態でも高い戦闘力を誇る死郎が変身していることも相まって、スカルフォームよりも戦闘能力は遥かに高い。また、死郎が元々武士であったこともあって騎馬戦も得意とする。電王 ライナーフォームとソードフォームの2人を同時に相手をしても、反撃の隙を与えずに圧倒する実力を見せた。
- 額の線路は当初1回捻れていた[9]。
- 緑青が浮かぶ銅色のイメージであったガオウに対し、傷だらけの歴戦の勇者であった幽汽は時を重ねたことを表現している[9]。傷は現場でスケッチよりも多く付けられている[9]。左腕はスケッチでは義手状であったが、アクション上の問題から籠手に変更となった[9]。後ろ髪のパーツはデザインスケッチでは長かったが、実際の撮影では長いものが使用された[9]。

ツール
死郎の鞭と独楽
死郎が幽汽 ハイジャックフォーム変身前にも携行する武器。鞭は敵を打ち据える他、独楽の打ち出しや亡霊イマジンを操る際に使用される。
独楽は敵に命中すると炸裂する爆弾状の武器であり、分裂させて複数の敵にダメージを与えることもできる。この攻撃でNEW電王、電王クライマックスフォームを強制解除させた。また、これらを使ってイマジンを意思を持たない状態で発生・復活させることも可能（赤い札が貼り付けられている）。
サヴェジガッシャー
幽汽 ハイジャックフォームが使用する大剣。デンガッシャーの一つ（形態の一つ）。デンガッシャーを2対組み合わせる変則的な連結をしており、デンガッシャー ソードモードよりも大型で、一番：ソードパーツからは同様にオーラソードが伸びているほか、2つの三番：アックスパーツからもオーラアックスが伸びている。
ベルト両サイドのホルダーに携行しているのは1組のみだが、使用時も装備されたままなので合計3組所持していることになる。
その他の登場作品
『仮面ライダージオウ』
EP46にてスウォルツが召喚したダークライダーとして登場。ハイジャックフォームで登場し、かつて2019年のアナザー電王に変身した遠藤タクヤの姉・遠藤サユリの婚約者にしてモールイマジンの契約者でもあった大澄ユキヒロのアナザーワールドから出現した。スウォルツによって召喚された際にはヒロユキがサユリの墓に供えた花を忌々しげに踏むなどした他、同じくダークライダーとして召喚された白ウォズ、大道克己が変身する仮面ライダーエターナルと共に共闘してジオウ、仮面ライダーアクアをサヴェジガッシャーで追い詰めた。

## 登場マシン
NEWデンライナー
デンライナー次世代新型車両。走行時の揺れを抑える安定性や高速化を追求している。基本的な性能や先頭車両の形状はデンライナーとほぼ同じだが、2号車以降が全て同じ外観の車両になっており、濃い青地と金ラインのカラーリングや、先頭車両のコクピットと食堂車の内装とレイアウトが異なるなどの変更点も見られる。
先頭車両にセットされているマシンデンバードで操縦を行うことも以前のデンライナーと同様であるが、マシンデンバードが出撃した際には動力がなくなるため停車してしまう。このため、劇中ではオーナーがマシンデンバード代わりにマウンテンバイクをセットして手動（人力）で運行させていた。死郎軍団との戦いが終わった後は象の代役を務めた。
『仮面ライダーディケイド』の第14・15話や『超・電王』以降は、食堂車の内装のみそのままで車体の外観やカラーリングがテレビ版のデンライナーのものに戻されている。

幽霊列車
死郎やソラが搭乗する時の列車。鬼火と共に出現し、髑髏の形状をした実体を持たない半透明の不気味な蒸気機関車が牽引しており、骨に似た独自の形状の線路を通じて死者の時間を運行する。
巷では「死人が乗っている」と都市伝説になっている。なお、死郎らの移動手段として度々登場するが、この列車自体が戦闘を展開するシーンはない。

## キャスト
- 野上幸太郎 - 桜田通
- 野上良太郎 - 佐藤健（特別出演）
- 桜井侑斗 - 中村優一（特別出演）
- ソラ - 神田沙也加
- ナオミ - 秋山莉奈
- 野上愛理 / お雪（2役） - 松本若菜
- コハナ - 松元環季
- 尾崎正義 / 正吉（2役） - 永田彬
- 三浦イッセー / 一成（2役） - 上野亮
- 大工 - 桜金造
- おばさん - 水木薫、宮川佳寿姫
- ばあさん - 阿部光子
- サラリーマン - 長江健次
- 娘 - 佃井皆美
- 深編み笠の男 - 岡野友信
- 保線員 - 高橋光、永瀬尚希
- 女山賊 - 下園愛弓
- 良太郎（2058？） - 浅井忠雄
- 長谷川愛、堀澤かすみ、川口大介、坂本隆宏、横田大希
- オーナー - 石丸謙二郎
- 死郎 - 松村雄基

### 声の出演
- モモタロス - 関俊彦
- ウラタロス - 遊佐浩二
- キンタロス - てらそままさき
- リュウタロス - 鈴村健一
- デネブ - 大塚芳忠
- ジーク - 三木眞一郎
- テディ - 小野大輔
- ゴーストイマジン - 神谷浩史
- ファントムイマジン - 竹若拓磨
- シャドウイマジン - 杉田智和（友情出演）

### スーツアクター
- モモタロス[15] / 電王[15] / NEW電王[15] - 高岩成二
- ウラタロス[15] / 電王ロッドフォーム[15] - 永徳
- キンタロス[15] / 電王アックスフォーム[15] - 岡元次郎
- リュウタロス[15] / 電王ガンフォーム[15] - おぐらとしひろ
- デネブ[15] - 押川善文
- ジーク[15] / 電王ウイングフォーム[15]、仮面ライダー電王 ライナーフォーム（乗馬以降）[16] - 永瀬尚希
- テディ[15]、電王ライナーフォーム[15] - 金田進一
- 仮面ライダーゼロノス[15] - 伊藤慎
- 幽汽[15] / ゴーストイマジン[15] - 横山一敏
- 蜂須賀祐一
- 竹内康博
- 渡辺淳
- 伊藤教人
- 横田遼
- 藤田慧
- 藤井祐伍
- 渡邉昌宏
- 村岡弘之
- 橋本恵子
- 小野友紀
- 小島美穂
- 村岡友憲
- 高橋玲
- 浅井宏輔
- 石井靖見
- 蔦宗正人
- 森村修一
- 村井亮
- 再生イマジン[17] - 高田将司
- 玄也
- 細川晃弘
- 遠藤誠
- 内川仁朗
- 竹中寛幸
- 岡田貴善
- 中村博亮

#### ノンクレジット
- リュウタロス（代役）[18] - 神尾直子[19]
- 塚田知紀[19]
- 佐藤義夫[19]
- 山崎圭太[19]
- 澤江晃史[19]
- 内藤俊一[19]
- 大林勝[19]
- 藤榮史哉[19]
- 宮川康裕[19]
- 白井康貴[19]
- 五味涼子[19]

## スタッフ
- 原作 - 石ノ森章太郎（石森章太郎プロ）
- 脚本 - 小林靖子
- 音楽 - 佐橋俊彦
- 製作 - 鈴木武幸（東映）、亀山慶二（テレビ朝日）、石井徹（東映ビデオ）、永井秀之（アサツー ディ・ケイ）、木下直哉（木下工務店）
- 企画 - 中曽根千治（東映）、梅澤道彦（テレビ朝日）、日達長夫（東映ビデオ）、奥村康治（アサツー ディ・ケイ）、武藏原一人（木下工務店）
- エグゼクティブプロデューサー - 杉山登（テレビ朝日）、松下洋子（アサツー ディ・ケイ）、前田直樹（木下工務店）
- 撮影 - 松村文雄
- 照明 - 鈴木岐彦
- 美術 - 大嶋修一
- 録音 - 西森公二
- 編集 - 佐藤連
- 整音 - 曽我薫
- 助監督 - 柴﨑貴行、山口恭平
- スクリプター - 國米美子
- 進行主任 - 本間隆廣、武中康裕
- 製作担当 - 富田幸弘
- キャラクターデザイン - 早瀬マサト（石森プロ）、阿部統（PLEX）、韮沢靖
- 絵コンテ - 永島知早（チュウチュウ・コンビナート）
- 特撮監督 - 佛田洋
- アクション監督 - 宮崎剛（ジャパンアクションエンタープライズ）
- スーパーバイザー - 小野寺章（石森プロ）
- プロデュース - 白倉伸一郎、武部直美、大森敬仁、梶淳（テレビ朝日）、加藤和夫（東映ビデオ）
- 製作プロダクション - 東映東京撮影所、東映テレビ・プロダクション
- 製作 - 東映、テレビ朝日、東映ビデオ、アサツー ディ・ケイ、木下工務店
- 監督 - 金田治（ジャパンアクションエンタープライズ）
- 配給・宣伝 - 東映[12][注釈 1]

## 主題歌
「Climax Jump the Final」
作詞 - 藤林聖子 / 作曲・編曲 - 鳴瀬シュウヘイ / 歌 - AAA DEN-O form

## イマジンあにめ モモタロスよ永遠に－イマジン終着駅－
同時上映の短編映画。『フランダースの犬』や『マッチ売りの少女』のパロディを始め、本編へのツッコミも織り交ぜられた一篇。イマジンあにめ2の同名エピソードとは映像は同じであるものの、交わされるネタが異なっている。
- 監督 - 柴﨑貴行
- 脚本 / プロデュース - 白倉伸一郎

## 他媒体展開

### Webラジオ
『劇場版 仮面ライダーキバ 魔界城の王』の「キバラジ」に引き続き、劇場版公式サイトにおいて2008年9月26日から11月7日の間、仮面ライダー電王 Webラジオ『ラジタロス』が隔週で無料配信された。
パーソナリティはリュウタロス役の鈴村健一が担当し、毎回ゲストとともに劇場版やテレビシリーズに関するトークを繰り広げるというフォーマットは「キバラジ」と同様であるが、「ラジタロス」では回ごとに変わるコーナーにおいてリスナーからのメールを募集する。
10月24日配信の第3回が最終回という扱いであり、11月7日の配信分は10月12日の公開記念イベントで行われた「ラジタロス公開収録」となっている。各回のゲストは以下の通り。
1. （9/26配信分）：関俊彦（モモタロス役）
2. （10/10配信分）：てらそままさき（キンタロス役）
3. （10/24配信分）：遊佐浩二（ウラタロス役）
4. （11/7配信分）：桜田通（野上幸太郎役）、佐藤健（野上良太郎役）、高岩成二（スーツアクター）

2008年11月12日には1回目と2回目を収録した「ラジタロス」1、3回目を収録した「ラジタロス」2の2枚のCDが同時にリリースされた。

### 宣伝
テレビCM
『仮面ライダーキバ』放送終了後などでテレビCMが放送された。
モモタロスのまっかっか城の王
本作品のPRを目的の1つとして制作された短編映画作品。
やぐちひとり
2008年9月30日分に桜田通が登場。これまでにも夏の仮面ライダーの劇場版の宣伝活動を行っている番組の1つでもある。
テラコヤ!
秋山莉奈が登場。
てれびくん
『モモタロスのクライマックスコール』というテレフォンサービスで良太郎とゴーストイマジンとモモタロスが登場。

### 漫画
藤沢真行作画によりテレまんがヒーローズ 2008年冬号に掲載、スーパーヒーローズ2巻に収録。

### テレビシリーズ
『仮面ライダージオウ』
EP46に仮面ライダー幽汽 ハイジャックフォームが登場。

## 映像ソフト化
夏の劇場版以外のディレクターズカット版は本作品が初となり、次作以降、夏以外で公開されたライダー映画のディレクターズカット版も作品によっては発売されるようになり、また本作品以降、仮面ライダー映画はBlu-rayも同時発売されるようになった。
- 劇場版 さらば仮面ライダー電王 スペシャルイベント -さらばイマジン! 日本全国クライマックスだぜ〜!!-（DVD1枚組、2009年2月21日発売）
  - 2008年10月12日に開催されたイベントの様子を収録。
- 劇場版 さらば仮面ライダー電王 ファイナル・カウントダウン 通常版（1枚組、2009年4月21日発売、Blu-rayとDVDでリリース）
  - 本編：劇場公開版本編を収録（短編も同時収録）
  - 映像特典
    - 劇場予告
- 劇場版 さらば仮面ライダー電王 ファイナル・カウントダウン コレクターズパック（2枚組、2009年4月21日発売、Blu-rayとDVDでリリース）
  - ディスク1：本編ディスク（通常版と共通）
  - ディスク2：特典DVD
    - メイキング
    - 「特別先行上映」舞台挨拶 一夜限定運行
    - 完成記者会見
    - 公開初日舞台挨拶（Tジョイ大泉 / 新宿バルト9）
    - インタビュー
    - TV SPOT
    - POSTER GALLERY

  - 初回限定特典
    - ライダーチケット型ライナーカード（4枚）
- 劇場版 さらば仮面ライダー電王 ファイナル・カウントダウン ディレクターズカット版（DVD1枚組、2009年9月21日発売）
  - 本編：追加エピソードやバトルシーンなどの未公開シーンを約10分追加、エンドロールにメイキング映像を収録し、再編集した本編を収録（短編は未収録）。
  - 映像特典
    - DATA FILE
    - POSTER GALLERY

  - 音声特典
    - オーディオコメンタリー（監督：金田治）

  - 初回限定特典
    - CD「新録 ラジタロス+おまけ」
- 仮面ライダー電王 THE MOVIE ディレクターズカット Blu-ray BOX（4枚組、2017年12月6日発売）
  - ディスク1：『劇場版 仮面ライダー電王 俺、誕生!』ファイナルカット版Blu-ray
    - 音声特典
      - オーディオ・コメンタリー（監督：長石多可男 / DVD版と共通）

  - ディスク2：『劇場版 さらば仮面ライダー電王 ファイナル・カウントダウン』ディレクターズカット版Blu-ray
    - 音声特典
      - オーディオ・コメンタリー（監督：金田治 / DVD版と共通）

  - ディスク3：『劇場版 超・仮面ライダー電王&ディケイド NEOジェネレーションズ 鬼ヶ島の戦艦』ディレクターズカット版Blu-ray
    - 音声特典
      - オーディオ・コメンタリー（監督：田﨑竜太 / DVD版と共通）

  - ディスク4：特典Blu-ray
    - 「Blu-ray発売記念 上映会」トークショー
    - デンライナーの車窓から 劇場版 仮面ライダー電王 俺、誕生! メイキング

  - 封入特典
    - ブックレット（12P）